# Örkeneds distrikt
Örkeneds distrikt är ett distrikt i Osby kommun och Skåne län. 
Distriktet ligger öster om Osby.

## Tidigare administrativ tillhörighet
Distriktet inrättades 2016 och utgörs av socknen Örkened i Osby kommun.
Området motsvarar den omfattning Örkeneds församling hade 1999/2000.